# 大孢蛙粪霉
大孢蛙粪霉（学名：Basidiobolus magnus）是属于虫霉目蛙粪霉科蛙粪霉属的一种真菌，腐生在蛙粪等基物上。该种分布于台湾等地。